# Saccharum hildebrandtii
Saccharum hildebrandtii är en gräsart som först beskrevs av Eduard Hackel, och fick sitt nu gällande namn av Clayton. Saccharum hildebrandtii ingår i släktet Saccharum och familjen gräs. Inga underarter finns listade i Catalogue of Life.